# Welterbe in Iran

Zum Welterbe in Iran (englisch World Heritage Sites in Iran)  gehören (Stand 2025) 29 UNESCO-Welterbestätten, darunter 27 Stätten des Weltkulturerbes und zwei Stätten des Weltnaturerbes. Iran ist der Welterbekonvention 1975 beigetreten, die erste Welterbestätte wurde 1979 in die Welterbeliste aufgenommen. Die bislang letzte Welterbestätte wurde 2025 eingetragen.

## Welterbestätten
Die folgende Tabelle listet die UNESCO-Welterbestätten in Iran in chronologischer Reihenfolge nach dem Jahr ihrer Aufnahme in die Welterbeliste (K – Kulturerbe, N – Naturerbe, K/N – gemischt, (G) – auf der Liste des gefährdeten Welterbes).
| Bild                                                        | Bezeichnung                                                 | Jahr       | Typ | Ref. | Beschreibung |
| ----------------------------------------------------------- | ----------------------------------------------------------- | ---------- | --- | ---- | --- |
| (weitere Bilder)                                            | Tschogha Zanbil (Lage)                                      | 1979       | K   | 113  | Die Ruinen der heiligen Stadt des Königreichs Elam, umgeben von drei riesigen konzentrischen Mauern, befinden sich in Tchogha Zanbil. Gegründet c. 1250 v. Chr. Blieb die Stadt unvollendet, nachdem sie von Assurbanipal überfallen worden war, wie die Tausenden von unbenutzten Steinen auf der Baustelle zeigten. Erfüllte Kriterien für Weltkulturerbe: iii., iv. |
| (weitere Bilder)                                            | Persepolis (Lage)                                           | 1979       | K   | 114  | 518 von Darius I. gegründet, war Persepolis die Hauptstadt des Achaimenidenreiches. Es wurde auf einer riesigen halb-künstlichen, halb-natürlichen Terrasse errichtet, wo der König der Könige einen eindrucksvollen Palastkomplex schuf, der von mesopotamischen Modellen inspiriert wurde. Die Bedeutung und Qualität der monumentalen Ruinen machen es zu einer einzigartigen archäologischen Stätte. Erfüllte Kriterien für Weltkulturerbe: i., iii., vi. |
| (weitere Bilder)                                            | Meidan Emam, Isfahan (Lage)                                 | 1979       | K   | 115  | Der Meidān-e Emām (urspr. und z. T. heute noch: Naqsch-e Dschahan, d. h. Abbild der Welt) wurde Anfang des 17. Jahrhunderts von Shah Abbas I. dem Großen erbaut und an allen Seiten von monumentalen Gebäuden umgeben, die durch eine Reihe von zweistöckigen Arkaden miteinander verbunden sind. Die Stätte ist für die Königliche Moschee, die Moschee von Sheykh Lotfollah, die Pracht bekannt Portico von Qaysariyyeh und der Timurid Palast aus dem 15. Jahrhundert. Sie sind ein eindrucksvolles Zeugnis für das soziale und kulturelle Leben in Persien während der Safawidenzeit. Erfüllte Kriterien für Weltkulturerbe: i., v., vi. |
| (weitere Bilder)                                            | Tacht-i Suleiman (Lage)                                     | 2003       | K   | 1077 | Die archäologische Stätte Takht-e Soleyman im Nordwesten Irans liegt in einem Tal in einer vulkanischen Bergregion. Das Gelände umfasst das wichtigste zoroastrische Heiligtum, das teilweise in der Ilkhanidenzeit (13. Jahrhundert) wiederaufgebaut wurde, sowie einen Tempel der Sasanidenzeit (6. und 7. Jahrhundert), der Anahita gewidmet ist. Die Website hat eine wichtige symbolische Bedeutung. Die Entwürfe des Feuertempels, des Palastes und des allgemeinen Grundrisses haben die Entwicklung der islamischen Architektur stark beeinflusst. Erfüllte Kriterien für Weltkulturerbe: i., ii., iii., iv., vi.                    |
| (weitere Bilder)                                            | Pasargadae (Lage)                                           | 2004       | K   | 1106 | Erfüllte Kriterien für Weltkulturerbe: i., ii., iii., iv. |
| (weitere Bilder)                                            | Bam und seine Kulturlandschaft (Lage)                       | 2004       | K   | 1208 | Bam stand nach dem verheerenden Erdbeben zwischen 2004 und 2013 auf der Liste des gefährdeten Welterbes. Erfüllte Kriterien für Weltkulturerbe: i., iii., iv., v. |
| (weitere Bilder)                                            | Soltaniye (Lage)                                            | 2005       | K   | 1188 | mit Öldscheitü-Mausoleum Erfüllte Kriterien für Weltkulturerbe: ii., iii., iv. |
| (weitere Bilder)                                            | Bisotun (Lage)                                              | 2006       | K   | 1222 | Erfüllte Kriterien für Weltkulturerbe: ii., iii. |
| Armenische Klosteranlagen in Iran                           | Armenische Klosteranlagen in Iran                           | 2008       | K   | 1262 | Beinhaltet die Ensembles rund um das Kloster Sankt Thaddäus, das Kloster Sankt Stephanos und die Kapelle von Dsordsor Erfüllte Kriterien für Weltkulturerbe: ii., iii., vi. |
| Historisches Hydraulik-System von Schuschtar                | Historisches Hydraulik-System von Schuschtar                | 2009       | K   | 1315 | u. a. Band-e Kaisar Erfüllte Kriterien für Weltkulturerbe: i., ii., v. |
| Ensemble Scheich Safi al-din Khānegāh in Ardabil            | Ensemble Scheich Safi al-din Khānegāh in Ardabil            | 2010       | K   | 1345 | in der Stadt Ardabil Erfüllte Kriterien für Weltkulturerbe: i., ii., iv. |
| (weitere Bilder)                                            | Historischer Basar-Komplex von Täbris                       | 2010       | K   | 1346 | in der Stadt Täbris Erfüllte Kriterien für Weltkulturerbe: ii., iii., iv. |
| Der Persische Garten                                        | Der Persische Garten                                        | 2011       | K   | 1372 | 9 Gärten: Mahan-e Kerman, Abbas Abad in Behschar, Bagh-e Fin in Kaschan, Tschehel Sotun in Isfahan, Bagh-e Eram und Gärten von Pasargadae in Schiras, Doulat Abad und Pahlewan Pur in Yazd und Akbarieh Birdschand Erfüllte Kriterien für Weltkulturerbe: i., ii., iii, iv., vi. |
| Freitagsmoschee von Isfahan                                 | Freitagsmoschee von Isfahan                                 | 2012       | K   | 1397 | Erfülltes Kriterium für Weltkulturerbe: ii. |
| (weitere Bilder)                                            | Gonbad-e Qābus                                              | 2012       | K   | 1398 | 53 Meter hohes Mausoleum des Ziyariden-Herrschers Qabus Erfüllte Kriterien für Weltkulturerbe: i., ii., iii, iv. |
| Golestan-Palast                                             | Golestan-Palast                                             | 2013       | K   | 1422 | Golestan-Palast in Teheran. Erfüllte Kriterien für Weltkulturerbe: ii., iii, iv. |
| Shahr-I Sokhta                                              | Shahr-I Sokhta                                              | 2014       | K   | 1456 | Die archäologische Fundstätte lieferte wichtige Informationen über bronzezeitliche Besiedlungen der Region (3. Jtd. v. Chr.) Erfüllte Kriterien für Weltkulturerbe: ii., iii, iv. |
| Kulturlandschaft von Maymand                                | Kulturlandschaft von Maymand                                | 2015       | K   | 1423 | Erfülltes Kriterium für Weltkulturerbe: v. |
| Susa                                                        | Susa                                                        | 2015       | K   | 1455 | Erfüllte Kriterien für Weltkulturerbe: i., ii., iii, iv. |
| Wüste Lut                                                   | Wüste Lut                                                   | 2016       | N   | 1505 | Erfüllte Kriterien für Weltnaturerbe: vii., viii. |
| Qasabeh-Qanat in Gonabad (weitere Bilder)                   | Die persischen Qanate                                       | 2016       | K   | 1506 | umfasst 11 Qanate, d. h. unterirdische Kanalsysteme, welche Grundwasser von den höher gelegenen Gebieten zu Siedlungen oder zu bewässernden Flächen leiten. Erfüllte Kriterien für Weltkulturerbe: iii, iv. |
| Historische Stadt von Yazd                                  | Historische Stadt von Yazd                                  | 2017       | K   | 1544 | Erfüllte Kriterien für Weltkulturerbe: iii, v. |
| Archäologische Landschaft der Sassaniden in der Region Fars | Archäologische Landschaft der Sassaniden in der Region Fars | 2018       | K   | 1568 | Die archäologischen Überreste von Bischapur und Firuzabad dienen als außergewöhnliches Beispiel für Städte aus der Frühzeit der Sassaniden und das Monument von Sarvestan veranschaulicht den Einfluss der Sassaniden-Architektur auf die frühe islamische Baukunst. Alle Städte befinden sich in der Provinz Fars. Erfüllte Kriterien für Weltkulturerbe: ii., iii, v. |
| Hyrkanische Wälder                                          | Hyrkanische Wälder (Lage)                                   | 2019, 2023 | N   | 1584 | 2019 wurden 15 Schutzgebieten entlang des Kaspischen Meers eingetragen. 2023 wurde das Welterbe um 2 weitere Schutzgebiete in Iran, sowie 3 Schutzgebiete in Aserbaidschan erweitert. Erfülltes Kriterium für Weltnaturerbe: ix. |
| Veresk-Brücke                                               | Transiranische Eisenbahn (Lage)                             | 2021       | K   | 1585 | 1394 km lange Transiranische Eisenbahn Erfüllte Kriterien für Weltkulturerbe: ii., iv. |
| (weitere Bilder)                                            | Kulturlandschaft Hawraman/Uramanat (Lage)                   | 2021       | K   | 1647 | historische Dörfer in der Provinz Kordestān Erfüllte Kriterien für Weltkulturerbe: iii., v. |
| Die persische Karawanserei                                  | Die persische Karawanserei                                  | 2023       | K   | 1668 | Auswahl von 54 Karawansereien. Erfüllte Kriterien für Weltkulturerbe: ii., iii. |
| Hegmataneh                                                  | Hegmataneh                                                  | 2024       | K   | 1716 | Es wurde lediglich die archäologische Stätte von Hegmataneh eingetragen, nicht jedoch die Altstadt von Hamadan. Erfüllte Kriterien für Weltkulturerbe: ii., iii. |
| Prähistorische Stätten des Khorramabad-Tals                 | Prähistorische Stätten des Khorramabad-Tals                 | 2025       | K   | 1744 | Tal in Lorestan im Zagros-Gebirge mit prähistorischen Fundplätzen und historischen Stätten. Erfülltes Kriterium für Weltkulturerbe: iii. |

## Tentativliste
In der Tentativliste sind die Stätten eingetragen, die für eine Nominierung zur Aufnahme in die Welterbeliste vorgesehen sind.

### Aktuelle Welterbekandidaten
Mit Stand 2025 sind 57 Stätten in der Tentativliste von Iran eingetragen, Die letzten Eintragungen erfolgten im August 2021.
Die folgende Tabelle listet die Stätten in chronologischer Reihenfolge nach dem Jahr ihrer Aufnahme in die Tentativliste.
| Bild | Bezeichnung | Jahr | Typ | Ref. | Beschreibung |
| --- | --- | ---- | --- | ---- | --- |
| Historisches Ensemble von Qasr-e Shirin                                                                                  | Historisches Ensemble von Qasr-e Shirin                                                                                  | 1997 | K   | 889  | |
| Firuzābād Ensemble | Firuzābād Ensemble | 1997 | K   | 893  | Wurde zwar bereits 2018 auf die Welterbeliste aufgenommen (Ref. 1568), steht aber immer noch auf der Tentativliste. |
| (weitere Bilder) | Jame-Moschee von Isfahan (Lage)                                                                                          | 1997 | K   | 888  | Wurde zwar bereits 2012 auf die Welterbeliste aufgenommen (Ref. 1397), steht aber immer noch auf der Tentativliste. |
| (weitere Bilder) | Susa (Lage) | 1997 | K   | 894  | Susa wurde 2015 in die Liste des Welterbes eingetragen (Ref. 1455) steht aber weiterhin noch auf der Tentativliste. |
| Naqsch-e Rostam und Naqsch-e Radschab                                                                                    | Naqsch-e Rostam und Naqsch-e Radschab                                                                                    | 1997 | K   | 898  | umfasst die archäologischen Stätten Naqsch-e Rostam und Naqsch-e Radschab in der Provinz Fars |
| (weitere Bilder) | Tappe Sialk (Lage) | 1997 | K   | 900  | Tappe Sialk ist auch Bestandteil eines späteren Vorschlags, (Ref. 5187) aber auch weiterhin als eigenständiger Kandidat auf der Tentativliste eingetragen. |
| (weitere Bilder) | Taq-e Bostan (Lage) | 2007 | K   | 5182 | |
| Kuh-e Chwadscha | Kuh-e Chwadscha (Lage)                                                                                                   | 2007 | K   | 5184 | |
| Säulen in Istachr | Persepolis und andere relevante Bauwerke                                                                                 | 2007 | K   | 5186 | Die geplante Erweiterung der Welterbestätte Persepolis (Ref. 114) umfasst unter anderem den Heiligen Berg Kuh-e Mehr (Kuh-e Rahmat), die königlichen Mausoleen in Naqsch-e Radschab (vgl. Ref 898) und die Stadt Istachr                                                     |
| Historisch-kulturelle Achse von Fin, Sialk, Kaschan                                                                      | Historisch-kulturelle Achse von Fin, Sialk, Kaschan                                                                      | 2007 | K   | 5187 | Beinhaltet unter anderem das bereits 1997 vorgeschlagene Tappe Sialk (Ref. 900) und den persischen Garten von Fin in der Gegend der Stadt Kaschan. |
| Historisches Ensemble von Qasr-e Schirin                                                                                 | Historisches Ensemble von Qasr-e Schirin                                                                                 | 2007 | K   | 5188 | Überarbeiteter Vorschlag von 1997, der jedoch auch weiterhin gelistet ist |
| Historisches Monument von Kangavar                                                                                       | Historisches Monument von Kangavar                                                                                       | 2007 | K   | 5189 | Der 220 m × 212 m große Gebäudekomplex, auch bekannt als Tempel der Anahita, wurde auf einer die Ebene von Kangavar überblickenden Felsplattform errichtet. |
| Historische Stadt Meybod                                                                                                 | Historische Stadt Meybod                                                                                                 | 2007 | K   | 5193 | |
| Historischer Hafen Siraf                                                                                                 | Historischer Hafen Siraf                                                                                                 | 2007 | K   | 5195 | |
| BW | Qaisariye-Basar (Lage)                                                                                                   | 2007 | K   | 5196 | Basar in der Stadt Lar |
| Historisches Dorf Abyāneh                                                                                                | Historisches Dorf Abyāneh                                                                                                | 2007 | K   | 5197 | |
| Bastam und Kharghan | Bastam und Kharghan (Lage)                                                                                               | 2007 | K   | 5198 | umfasst den Komplex mit dem Mausoleum des Bāyazīd Bistāmī in der Stadt Bastam in der Provinz Semnan, die Hauptmoschee der Stadt, den Kashaneh-Turm und einem Teil der alten Stadtmauer.                                                                                      |
| Historische Textur von Dāmghān                                                                                           | Historische Textur von Dāmghān                                                                                           | 2007 | K   | 5200 | |
| Die Kultur-Naturlandschaft von Rāmsar                                                                                    | Die Kultur-Naturlandschaft von Rāmsar                                                                                    | 2007 | K/N | 5201 | |
| Kabud-Moschee | Kabud-Moschee | 2007 | K   | 5202 | Auch bekannt als Blaue Moschee von Täbris. |
| Kulturlandschaft von Tūs                                                                                                 | Kulturlandschaft von Tūs                                                                                                 | 2007 | K   | 5203 | |
| Historische Stadt Masuleh                                                                                                | Historische Stadt Masuleh                                                                                                | 2007 | K   | 5204 | |
| Izadchāst-Komplex | Izadchāst-Komplex | 2007 | K   | 5205 | |
| Kulturlandschaft von Alamut                                                                                              | Kulturlandschaft von Alamut                                                                                              | 2007 | K   | 5206 | |
| | Zozan | 2007 | K   | 5208 | Historische Stadt im Osten der Provinz Razavi-Chorasan. |
| Dschiroft | Dschiroft | 2007 | K   | 5210 | |
| Robat-Sharaf | Ghaznawidisch-Seldschukische Achse in Chorasan                                                                           | 2007 | K   | 5211 | Stätten aus der Zeit der Ghaznawiden- und Seldschuken-Herrschaft in Chorasan, u. a. die Karawansereien Robat-Sharaf und Robat-Mahi, der historische Komplex von Sang Bast, das Loghman-Baba-Mausoleum und andere                                                             |
| Insel Qeschm | Insel Qeschm | 2007 | K/N | 5215 | |
| Arasbaran-Schutzgebiet                                                                                                   | Arasbaran-Schutzgebiet                                                                                                   | 2007 | N   | 5217 | |
| Sabalan | Sabalan | 2007 | N   | 5218 | Der 4820 m hohe Schichtvulkan ist der dritthöchste Berg Irans. Sein Kratersee einer der weltweit höchstgelegenen Süßwasserseen. |
| | Chabr-Nationalpark und Rutschun-Wildtierschutzgebiet                                                                     | 2007 | N   | 5219 | umfasst den Chabr-Nationalpark und das Rutschun-Wildtierschutzgebiet in der Provinz Kerman |
| Ali-Sadr-Höhle | Ali-Sadr-Höhle | 2007 | N   | 5220 | |
| Seidenstraße | Seidenstraße | 2008 | K   | 5268 | umfasst stätten an den Teilabschnitten der Seidenstraße, die durch Iran verlaufen. |
| Die naturhistorische Landschaft von Izeh                                                                                 | Die naturhistorische Landschaft von Izeh                                                                                 | 2008 | K   | 5269 | |
| Zand-Ensemble in der Provinz Fars                                                                                        | Zand-Ensemble in der Provinz Fars                                                                                        | 2008 | K   | 5270 | Bauwerksensemble aus der Zeit der Zand-Dynastie (1750–1794) in der Stadt Schiras in der Provinz Fars, die der Dynastiegründer Karim Khan-e Zand zu seiner Residenz gemacht hatte, umfasst unter anderem die Zitadelle des Karim Khan, die Vakil-Moschee und den Vakil-Basar. |
| Historisch-kulturelle Struktur von Kerman                                                                                | Historisch-kulturelle Struktur von Kerman                                                                                | 2008 | K   | 5271 | |
| Auswahl historischer Brücken                                                                                             | Auswahl historischer Brücken                                                                                             | 2008 | K   | 5273 | Etwa 60 Brücken in der Provinz Lorestan |
| | Biosphärenreservat Turan                                                                                                 | 2008 | N   | 5275 | |
| Hamun-See | Hamun-See | 2008 | N   | 5276 | |
| Hara-Schutzgebiet | Hara-Schutzgebiet | 2008 | N   | 5277 | |
| Damawand | Damawand | 2008 | N   | 5278 | Der inaktive Vulkan ist der höchste Berg Irans. In seiner Umgebung gibt es eine Vielzahl von Thermalquellen und eine artenreiche Flora und Fauna. |
| (weitere Bilder) | Windmühlen in Iran | 2017 | K   | 6192 | Asbads sind eine traditionelle Form von Windmühlen in Iran (Persische Windmühle) |
| Naturhistorischer Komplex und Höhle von Karaftu                                                                          | Naturhistorischer Komplex und Höhle von Karaftu                                                                          | 2017 | K/N | 6193 | |
| Heiliger Komplex des Imam Reza                                                                                           | Heiliger Komplex des Imam Reza                                                                                           | 2017 | K   | 6194 | |
| Industrielles Textilerbe im Zentralen Hochland Irans                                                                     | Industrielles Textilerbe im Zentralen Hochland Irans                                                                     | 2017 | K   | 6196 | Teppichfabriken u. a. in Isfahan und Yazd |
| Salzstöcke in Iran | Salzstöcke in Iran | 2017 | N   | 6198 | |
| Große Mauer von Gorgan                                                                                                   | Große Mauer von Gorgan                                                                                                   | 2017 | K   | 6199 | |
| Das Persische Haus im Hochland Irans                                                                                     | Das Persische Haus im Hochland Irans                                                                                     | 2017 | K   | 6200 | z. B. Abbasi-Bürgerhaus in Kaschan |
| Universität Teheran | Universität Teheran | 2017 | K   | 6201 | |
| Kloster zum heiligen Amenaprkich (Vank-Kathedrale)                                                                       | Kloster zum heiligen Amenaprkich (Vank-Kathedrale)                                                                       | 2019 | K   | 6385 | |
| Valiasr-Straße | Valiasr-Straße | 2019 | K   | 6387 | |
| Architektur der historischen Siedlungen entlang der Nordküste des Persischen Golfes (Siraf, Kong, Laft, Kish und Mokran) | Architektur der historischen Siedlungen entlang der Nordküste des Persischen Golfes (Siraf, Kong, Laft, Kish und Mokran) | 2021 | K   | 6550 | 5 Siedlungen: Siraf, Kong (Iran), Laft, Kish und Mokran |
| | Chega Sofla (Rituelle Landschaft von Chega Sofla)                                                                        | 2021 | K   | 6549 | |
| BW | Kulturlandschaft des historischen Kong Hafens (Lage)                                                                     | 2021 | K   | 6551 | |
| Langlebige Bäume in Iran                                                                                                 | Langlebige Bäume in Iran                                                                                                 | 2021 | N   | 6552 | |
| Serielle Nominierung von Teherans Modernem architektonischem Erbe                                                        | Serielle Nominierung von Teherans Modernem architektonischem Erbe                                                        | 2021 | K   | 6548 | |
| Sheikh Ahmad-e Jām Khaneghah und Mausoleum Komplex (Mazar-e Jām)                                                         | Sheikh Ahmad-e Jām Khaneghah und Mausoleum Komplex (Mazar-e Jām)                                                         | 2021 | K   | 6553 | |

### Ehemalige Welterbekandidaten
Diese Stätten standen früher auf der Tentativliste, wurden jedoch wieder zurückgezogen oder von der UNESCO abgelehnt. Stätten, die in anderen Einträgen auf der Tentativliste enthalten oder Bestandteile von Welterbestätten sind, werden hier nicht berücksichtigt.
| Bild                              | Bezeichnung                                   | Jahr      | Typ | Ref. | Beschreibung |
| --------------------------------- | --------------------------------------------- | --------- | --- | ---- | --- |
|                                   | Historisch-Natürliche Achse der Stadt Isfahan | 2007–2013 | K   | 5176 | fünf Stätten entlang der Hauptachse der Stadt Isfahan, die das historische Wachstum und die städtebauliche Planung der Stadt veranschaulichen.                                                                    |
| Golestan-Nationalpark             | Golestan-Nationalpark (Lage)                  | 2007–2013 | N   | 5213 | |
| Die Persischen Caravanserei       | Die Persischen Caravanserei                   | 2007–2023 | K   | 6197 | 2 Komponenten wurden auf der Sitzung 2023 aus der Nominierung gestrichen: Mādar Shāh in Isfahan und Yām, da sie beide zu Luxus-Hotels umgebaut wurden.                                                            |
| Hamadan (als Teil von Hegmataneh) | Hamadan (als Teil von Hegmataneh)             | 2023–2024 | K   | 5272 | Die Altstadt von Hamadan war bei der Nominierung 2023 von Hegmataneh ebenfalls Teil des Vorschlags, wurde von ICOMOS jedoch abgelehnt. Somit wurde nur die Archäologische Stätte von Hegmataneh 2024 eingetragen. |